# Nero Claudius Drusus

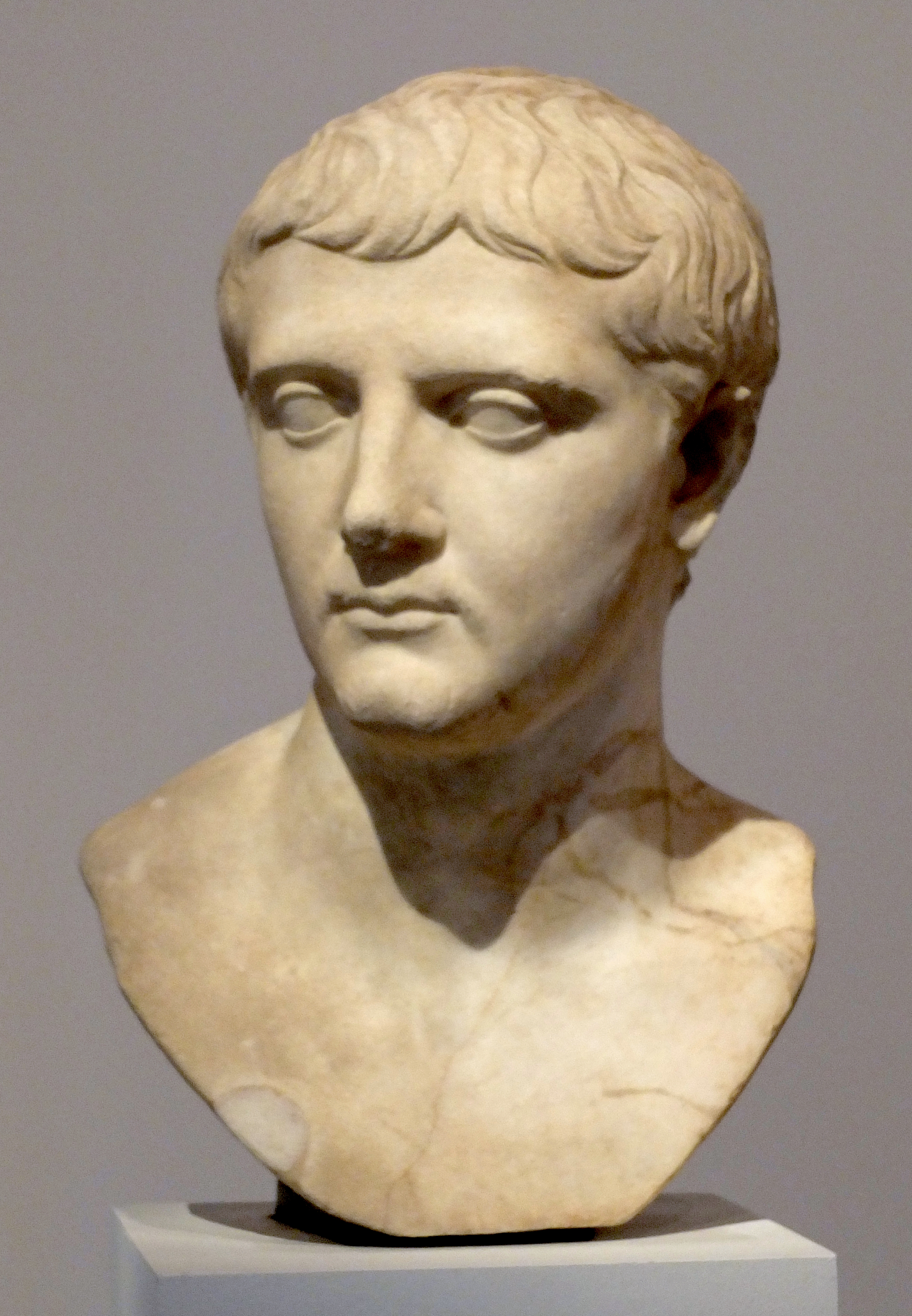
Byst föreställande Nero Claudius Drusus.

Nero Claudius Drusus, även känd som Drusus den äldre, född 14 januari 38 f.Kr. i Italia, död 14 september 9 f.Kr. i Germanien, var en romersk fältherre och politiker från den kejserliga familjen. Han var son till Livia Drusilla och Tiberius Claudius Nero, samt bror till kejsaren Tiberius.

## Biografi
Drusus föddes tre månader efter att hans mor Livia gift sig med kejsar Augustus. Trots att han officiellt räknades som son till Livias första make Nero misstänkte många att Augustus var den riktiga fadern. Någon gång i sin ungdom bytte han förnamn från Decimus till Nero, vilket var ett tillnamn (cognomen) i den Claudiska ätten. Hans eget cognomen Drusus kom däremot från Livias släkt.
Såsom Augustus styvson tilläts han bekläda högre ämbeten när han var under minimiåldern.
Som kvestor och praetor förde han befäl i krigen i Raetien och senare Germanien. År 13 f.Kr. påbörjade han krig mot germanerna och efter att ha slagit en bro över Rhen trängde han in i Germanien. För sina segrar fick han hålla en ovation (ett mindre triumftåg) och rätten att bära triumftecken, samt valdes till konsul direkt efter sitt praetorskap. Han återvände sedan till krigtståget i norr. Intresserad av militär ära jagade han flera gånger germanska hövdingar i försök att vinna spolia opima, en besegrad fiendeledares rustning tagen i envig. Under kriget nådde han fram till Elbe, men omkom på återfärden därifrån genom ett fall från sin häst. Soldaterna reste en minnessten över honom vid Mainz, och senaten lät bygga en marmorbåge på Via Appia till hans ära och gav honom och hans ättlingar hedersnamnet Germanicus. Han begravdes i Augustus mausoleum i Rom.
Eftersom han ansågs vara republikanskt lagt fanns det misstankar om att kejsar Augustus arrangerat hans död. Augustus visade dock stor respekt för honom, bland annat genom att göra honom till en av sina arvingar och att skriva en biografi över honom efter hans död.
Han var gift med Antonia den yngre och far till Germanicus, Livilla och kejsaren Claudius. Han och Antonia var mycket trogna varandra, och efter hans död gifte hon aldrig om sig utan flyttade in hos sin svärmor Livia istället. När senare Claudius blev kejsare införde han offentligt firande av Drusus födelsedag.

## Fotnoter
1. 1 2 3 4 5  Suetonius, De Vita Caesarum, Claudius 1 (engelsk översättning finns på LacusCurtius)
2. ↑  ”Drusus - Uppslagsverk - NE.se”. www.ne.se. https://www.ne.se/uppslagsverk/encyklopedi/l%C3%A5ng/drusus. Läst 17 oktober 2021.
3. 1 2 3  Pierer's Universal-Lexikon/ Drusus 4)
4. ↑  Valerius Maximus, Facta et dicta memorabilia 4,3,3 (engelsk översättning finns på Attalus.org)
5. ↑  Suetonius, De Vita Caesarum, Claudius 11 (engelsk översättning finns på LacusCurtius)